# Concessioni straniere di Tientsin

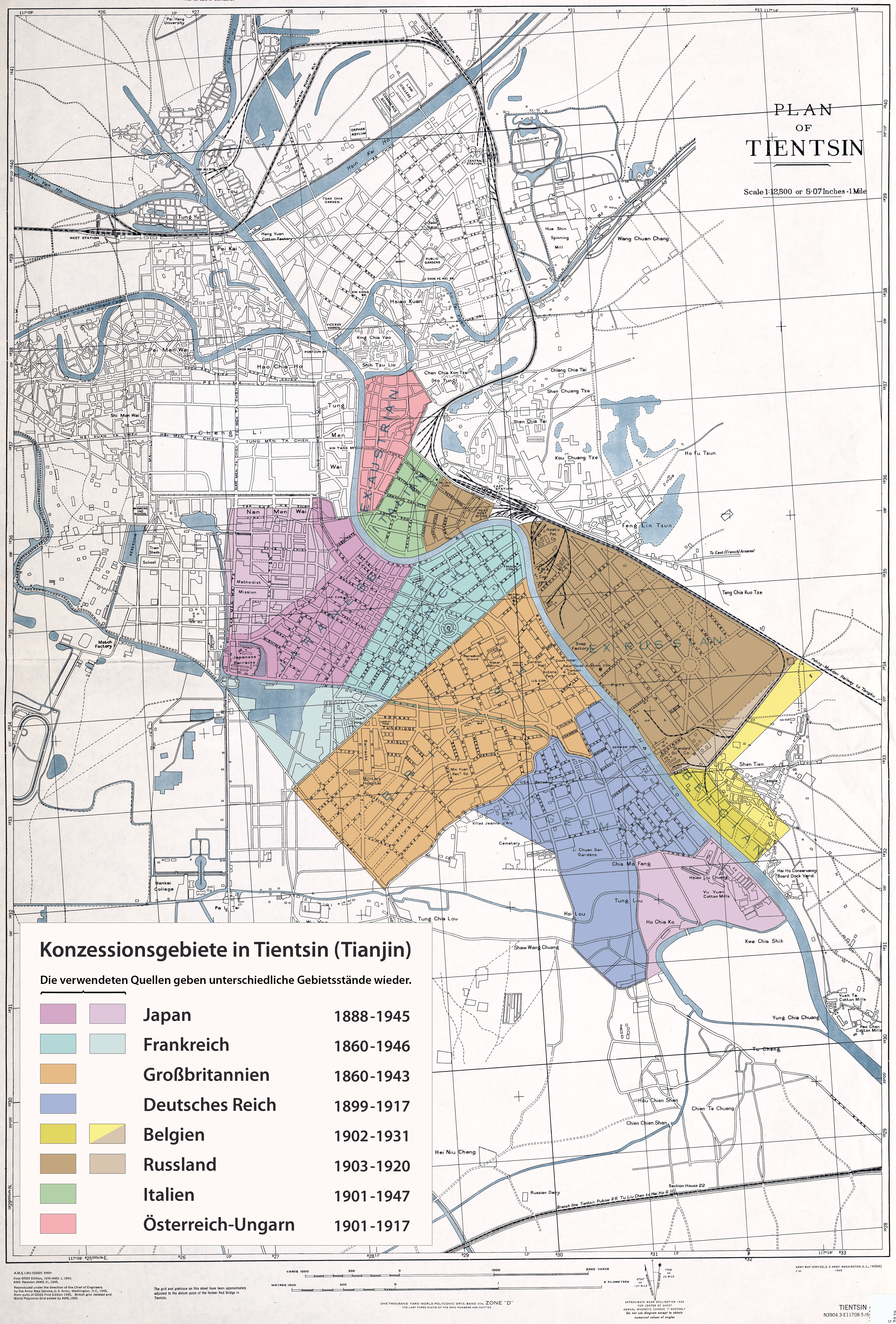
Mappa delle concessioni

Le concessioni straniere di Tientsin furono dei territori ceduti dall'Impero cinese ad alcuni paesi europei e al Giappone nella città di Tianjin, al tempo nota in Europa con il nome di Tientsin, dal 1902 fino alla fine della seconda guerra mondiale. Nel complesso le 8 concessioni (britannica, russa, giapponese, tedesca, francese, belga, austro-ungarica e italiana) occupavano un'area di 12275 km².

## Contesto generale

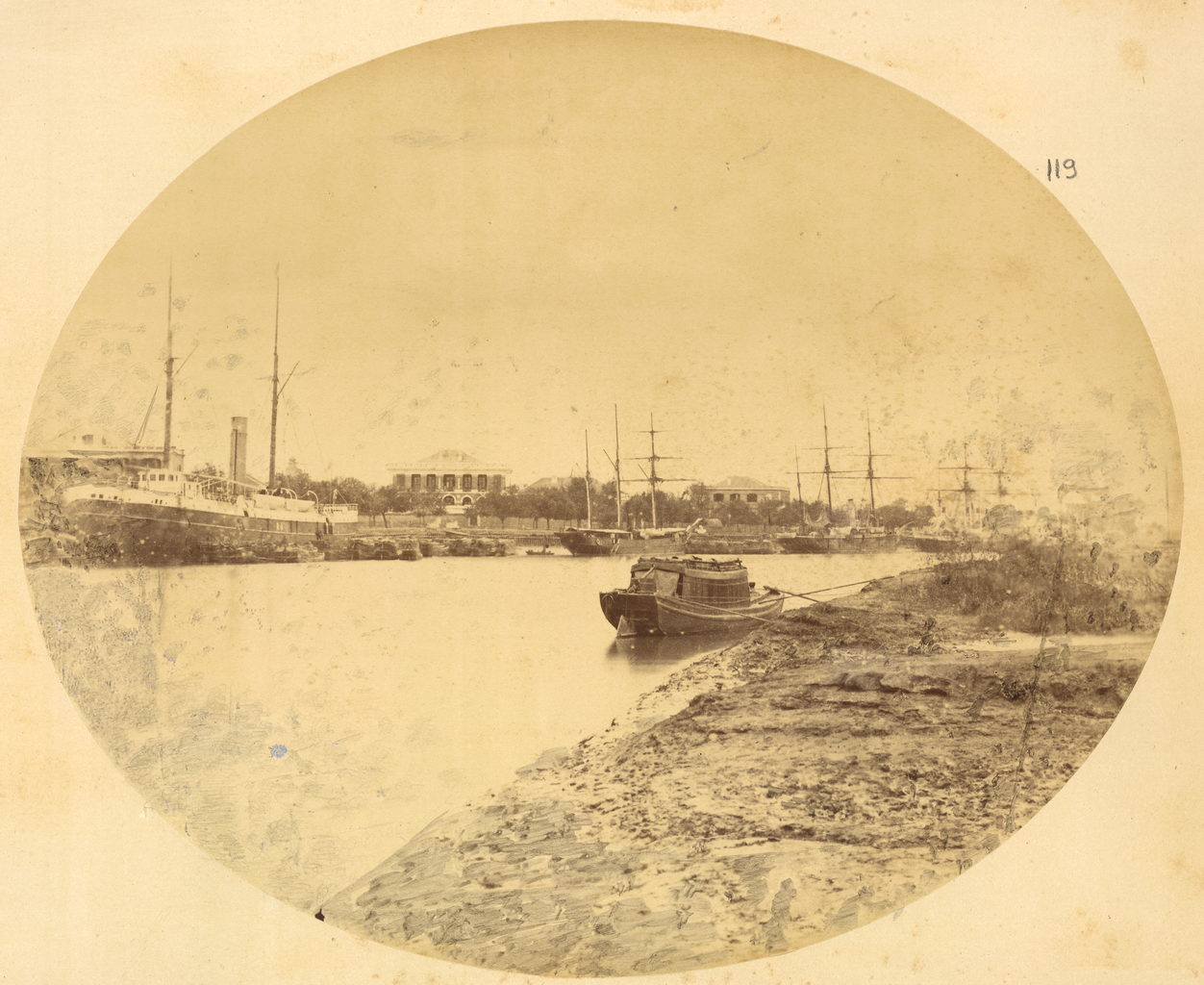
Navi occidentali ancorate lungo le banchine delle concessioni europee nel 1874

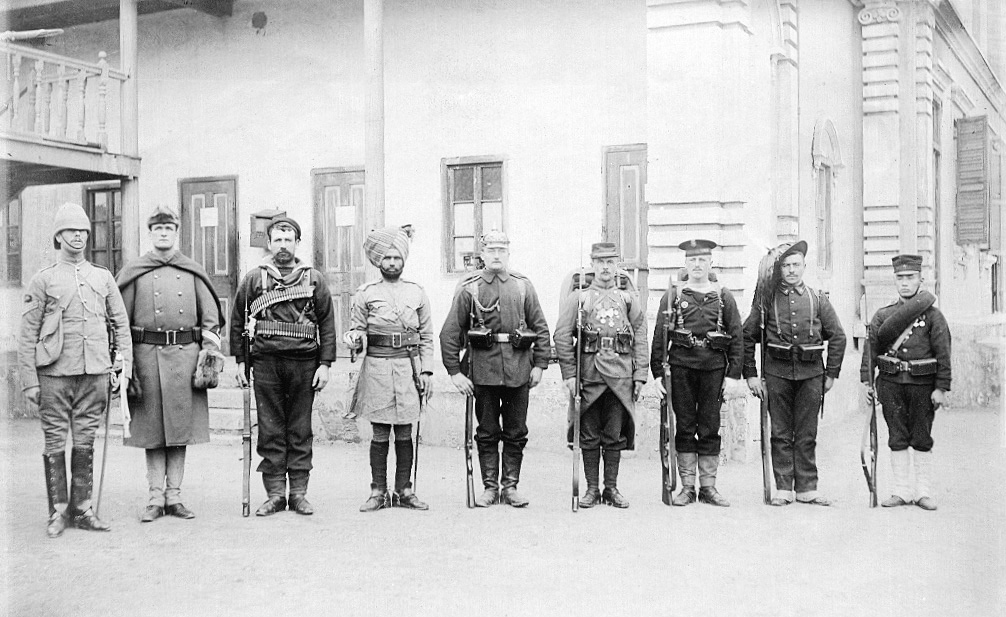
Truppe della Alleanza delle otto nazioni, Tianjin 1900 circa

Prima del XIX secolo i cinesi erano preoccupati che il commercio degli europei e le attività dei missionari avrebbero potuto sconvolgere l'ordine dell'impero. Strettamente controllati e soggetti a rigide tariffe di importazione, i mercanti europei erano limitati a operare nei porti di Macao e di Canton. Dopo una serie di sconfitte militari contro Gran Bretagna e Francia, la dinastia Qing fu gradatamente forzata a permettere la extraterritorialità ai cittadini stranieri ed anche cedere la sovranità di alcuni porti e diritti minerari.
In seguito alla ribellione dei Boxer in Cina del 1900, fu costituita l'Alleanza delle otto nazioni composta da Austria-Ungheria, Francia, Germania, Italia, Giappone, Russia, Regno Unito e Stati Uniti. Dopo la firma, nel 1901, del Protocollo dei Boxer, furono concesse alle potenze vincitrici dall'Impero cinese concessioni commerciali nell'area della città di Tientsin.

## Concessione austroungarica

### Lista dei consoli
- Carl Bernauer (1901–1908)
- Erwin Ritter von Zach (1908)
- Miloslav Kobr (1908–1912)
- Hugo Schumpeter (1913–1917)

## Concessione belga
La concessione belga fu stabilita nel 1902 e si estendeva sulla riva orientale del fiume Hai He e aveva una superficie di 807000 m², ma né il governo belga, né la comunità investirono mai nello sviluppo della concessione. Alla fine, visti i limitati risultati, il governo belga decise di restituire il territorio alla Cina nel 1929.
Di maggior interesse furono i contatti commerciali riguardanti ferrovie, centrali elettriche e tramvie, costruite e parzialmente gestite da ditte belghe. 

### Lista dei consoli generali
- Henri Ketels (1902-1906)
- Albert Disière (1906-1914)
- Auguste Dauge (1914-1919)
- Ernest Franck (1919-1923)
- Alphonse van Cutsem (1923-1929)
- Tony Snyers (1929-1931)

## Concessione britannica

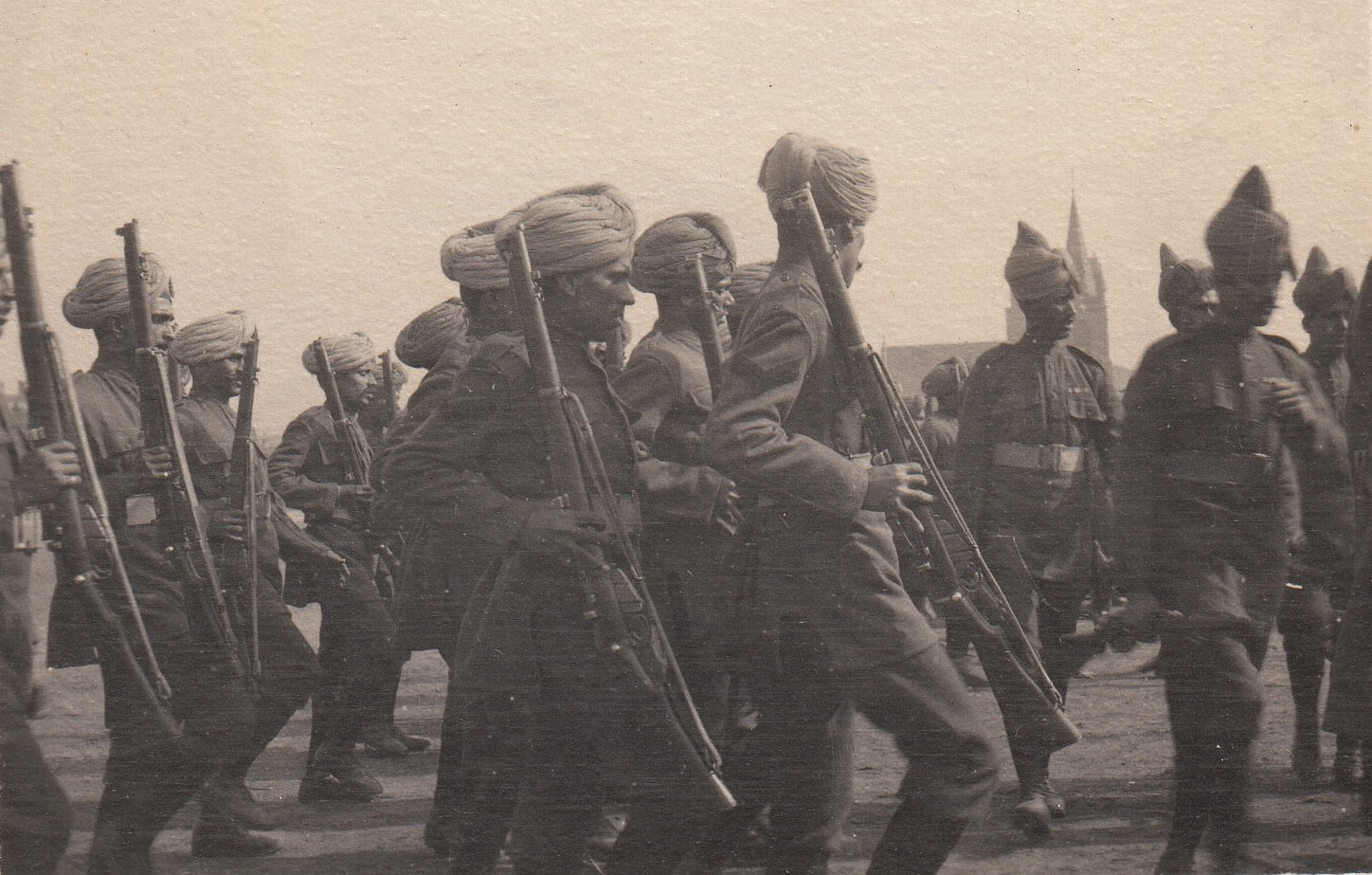
Truppe dell'India britannica in parata a Tianjin negli anni 1920

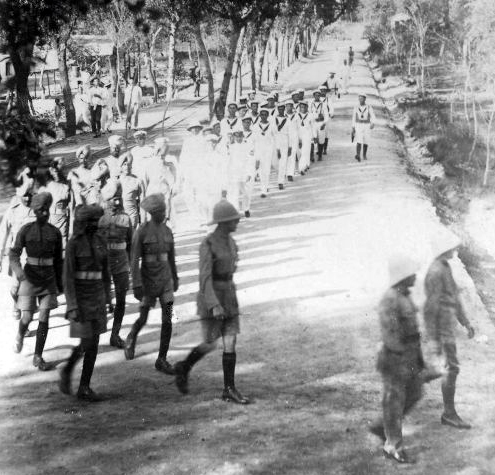
Truppe britanniche e italiane in parata a Tianjin

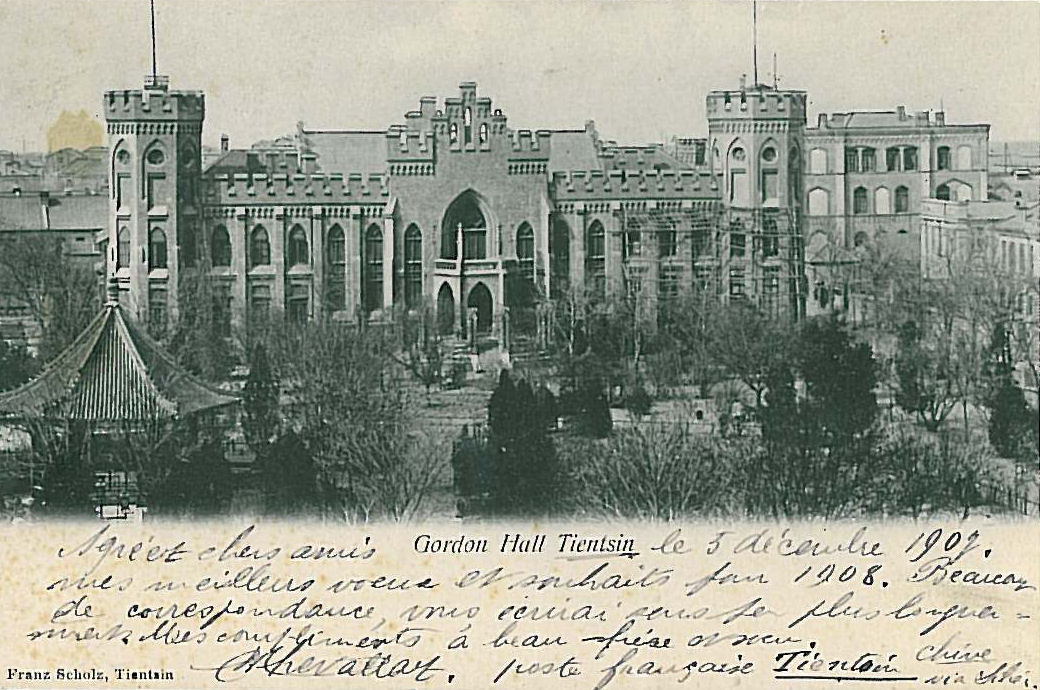
Gordon Hall, 1907

La concessione britannica, in cui la parte dedicata ai traffici commerciali si trovava sulla riva destra del fiume Hai He, era la più vasta di tutte le concessioni e occupava un'area di circa 3,88 km². Era situata tra la concessione francese e quella tedesca.

### Lista dei consoli generali
- James Mongan (1860-1877)
- William Hyde Lay (1870, acting)
- Sir Chaloner Grenville Alabaster (1877-1885)
- Byron Brenan (1885-1893)
- Henry Barnes Bristow (1893-1897)
- Benjamin Charles George Scott (1897-1899)
- William Richard Carles (1899-1901)
- Lionel Charles Hopkins (1901-1908)
- Sir Alexander Hosie (1908-1912)
- Sir Henry English Fulford (1912-1917)
- William Pollock Ker (1917-1926)
- James William Jamieson (1926-1930)
- Lancelot Giles (1928-1934)
- John Barr Affleck (1935-1938)
- Edgar George Jamieson (1938-1939)
- Oswald White (1939-1941)
- Sir Alwyne George Neville Ogden (1941)

## Concessione francese
La concessione francese fu stabilita nel 1860 e ancora oggi, dopo oltre centocinquanta anni, tutti i maggiori palazzi dell'originaria concessione sono ancora presenti: il Consolato francese, il Concilio municipale, il Club francese, la Cattedrale cattolica, il Giardino francese e molti altri. Molti palazzi delle banche (ora Jiefang Lu, una volta Rue de France) sono ancora esistenti. Occupava un'area di 2,22 km² ed era la quinta più grande concessione dopo quella britannica, quella russa quella giapponese e quella tedesca.

### Lista dei consoli
- Louis Charles Nicolas Maximilien de Montigny (1863-1868)
- Henri Victor Fontanier (1869-1870)
- Charles Dillon (1870-1883)
- Ernest François Fournier (1883-1884)
- Paul Ristelhueber (1884-1891)
- Marie Jacques Achille Raffray (1891-1894)
- Jean Marie Guy Georges du Chaylard (1894-1897)
- Arnold Jacques Antoine Vissière (1897-1898)
- Jean Marie Guy Georges du Chaylard (1898-1902)
- Marie-Henri Leduc (1902-1903)
- Émile Rocher (1903-1906)
- Henri Séraphin Bourgeois (1906)
- Paul Claudel (1906-1909)
- Camille Gaston Kahn (1909-1912)
- Henri Séraphin Bourgeois (1913-1918)
- Jean Émile Saussine (1918-1923)
- Jacques Meyrier (1929-1931)
- Charles Jean Lépissier (1931-1935)
- Pierre Jean Crépin (1935-1937)
- Louis Charles (1937-1938)
- Charles Jean Lépissier (1938-1943)
- Georges Cattand (1943-1946)

## Concessione giapponese

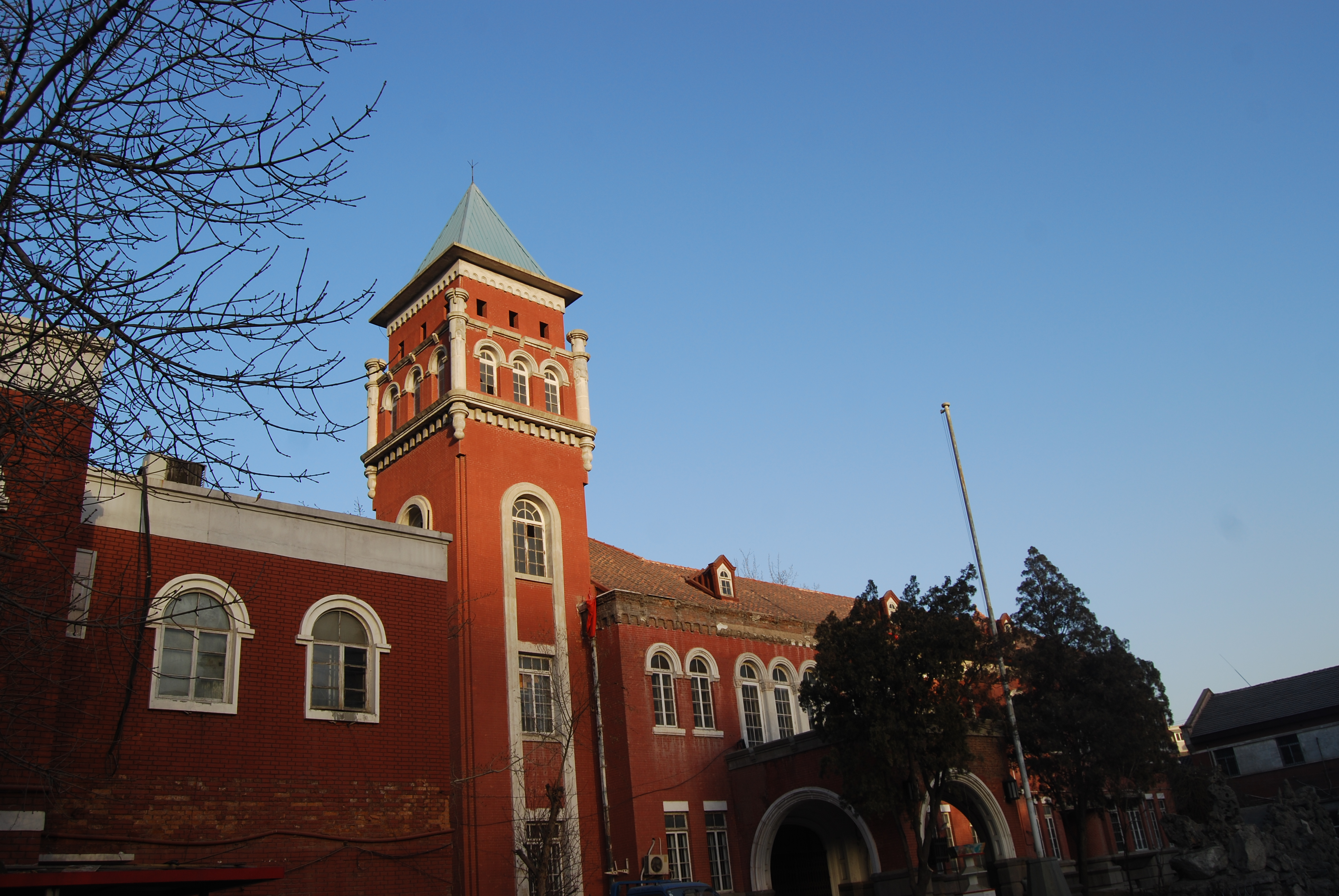
Zhang Garden (张园), dove l'imperatore Puyi visse tra il 1925 e il 1927

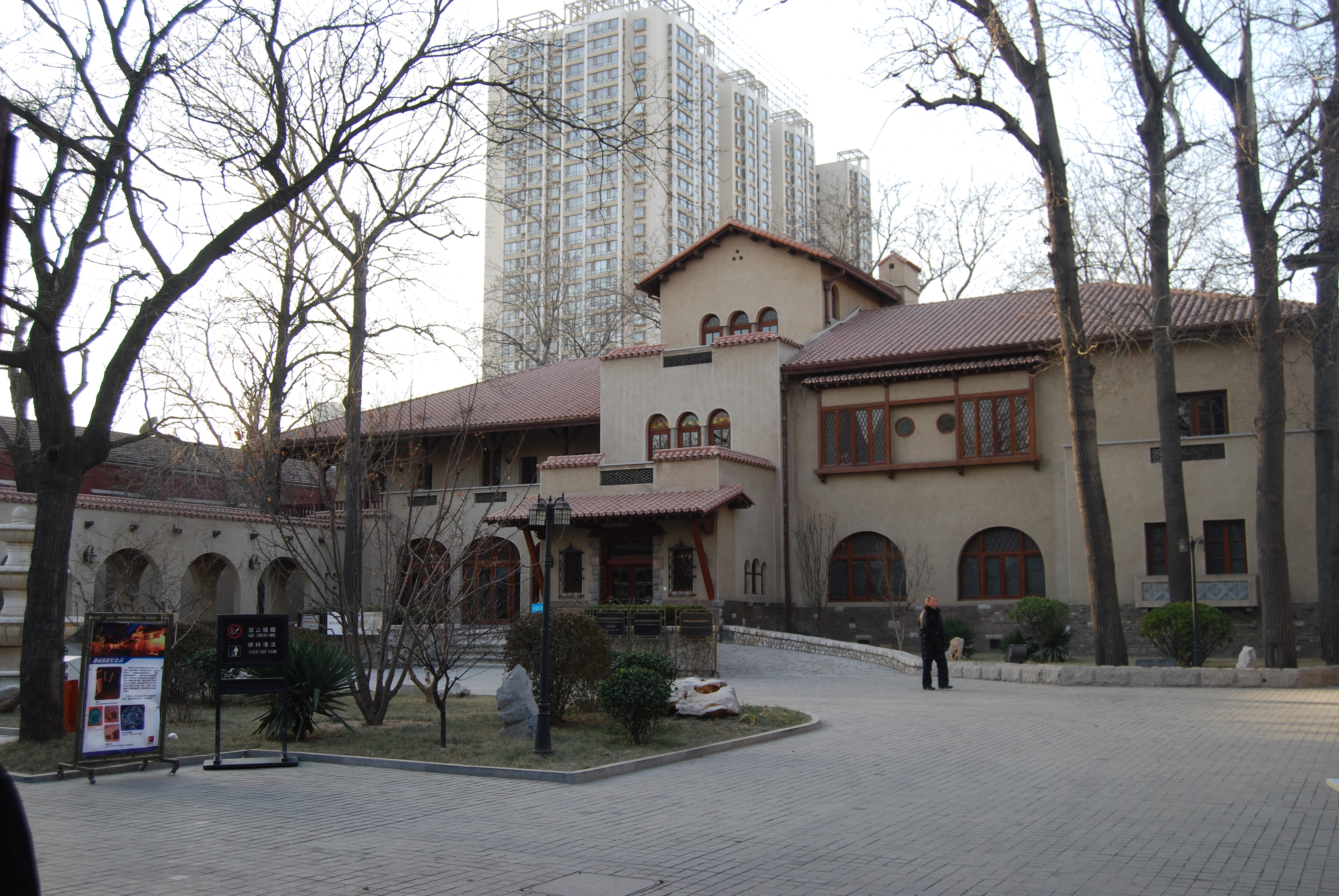
Jing Garden (静园) (ovvero il Giardino della serenità), dove Puyi visse tra il 1927 e il 1931

La concessione giapponese fu stabilita nel 1898 con il trattato di pace seguito alla prima guerra cino-giapponese; altre aree furono aggiunte tra il 1900 e il 1902 dopo la rivolta dei Boxer. Nel 1937 i giapponesi occuparono tutta la città di Tianjin, meno le concessioni delle altre potenze occidentali; queste vennero occupate tra il 1941 e il 1943, seguendo gli sviluppi della seconda guerra mondiale. Con la capitolazione del Giappone al termine della guerra, il territorio della concessione tornò sotto amministrazione cinese.
All'interno della concessione che misurava 3,36 km² (la terza più grande concessione) si trovano due palazzi circondanti da ampi parchi: lo Zhang Garden (张园) e il Jing Garden (静园), dove abito per alcuni anni il deposto imperatore Puyi, ultimo della dinastia Qing. Puyi fu costretto ad abdicare nel 1924 e ad abbandonare la città proibita, lasciò Pechino per Tianjin, dove rimase fino al 1931, quando fu forzatamente trasferito dall'esercito giapponese a Dalian. Anche Wenxiu, la concubina imperiale, si trasferì a Tianjin seguendo l'imperatore e proprio mentre risiedeva entro la concessione giapponese divorziò da Puyi: si trattava della prima volta nella storia delle dinastie cinesi che una concubina imperiale divorziava dall'imperatore.

### Lista dei consoli generali
- Minoji Arakawa (1895-1896)
- Tei Nagamasa (1896-1902)
- Hikokichi Ijuin (1902-1907)
- Kato Motoshiro (1907, acting)
- Obata Yukichi (1907-1913)
- Kubota Bunzo (1913-1914)
- Matsudaira Tsuneo (1914-1919)
- Ishii Itaro (1918, acting)
- Tatsuichiro Funatsu (1919-1921)
- Yagi Motohachi (1921-1922)
- Shigeru Yoshida (1922-1925)
- Hachirō Arita (1925-1927)
- Kato Sotomatsu (1927-1929)
- Okamoto Takezo (1929-1930)
- Tajiri Akiyoshi (1930-1931)
- Kuwashima Kazue (1931-1933)
- Kurihara Tadashi (1933-1934)
- Kawagoe Shigeru (1934-1936)
- Horiuchi Tateki (1936-1938)
- Tashiro Shigenori (1938-1939)
- Kato Shigeshi (1942-1943)
- Shinichi Takase (1943-1945)

## Concessione italiana

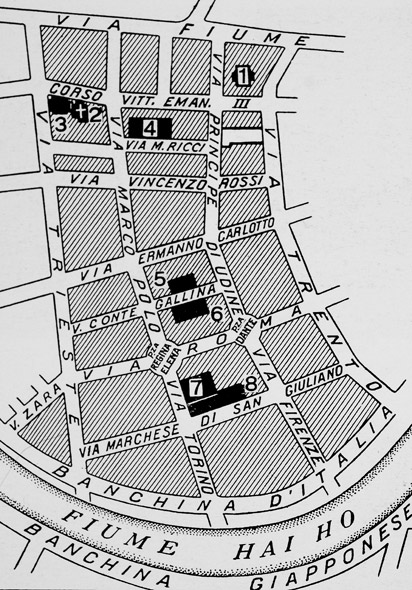
Mappa della concessione italiana

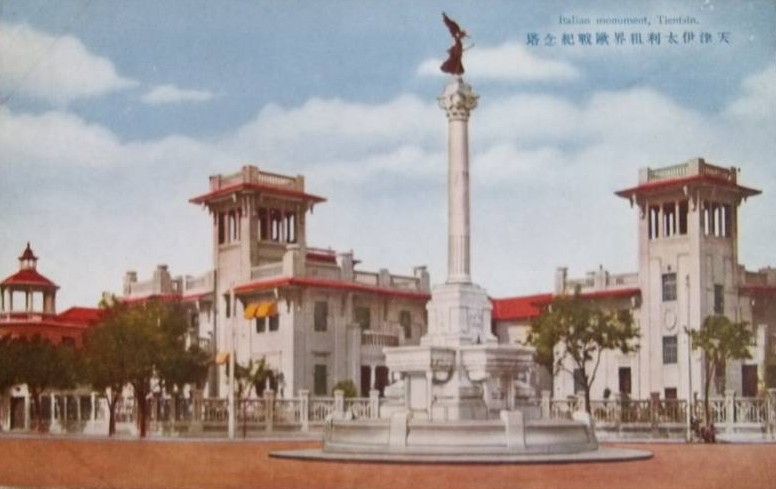
La Piazza Regina Elena nella concessione con il monumento alla prima guerra mondiale

Il 7 settembre 1901 all'Italia fu garantita dal governo cinese una concessione a Tianjin; il 7 giugno 1902 riuscì a prendere il controllo del territorio, che fu amministrato da un console. Nel 1919 la concessione divenne sede della Legione Redenta di Siberia, composta da soldati delle terre irredente dello sconfitto Impero austro-ungarico, che combatté contro l'esercito rivoluzionario sovietico in Siberia e in Manciuria. Con il trattato di Versailles del 1919 l'Italia cercò di ampliare la propria concessione, cercando di ottenere l'uso di quella austro-ungarica, che confinava con quella italiana ma già occupata dai cinesi nel 1917. Le richieste italiane inizialmente furono respinte, anche per non indispettire il governo cinese che si era schierato al fianco degli Alleati. Solo nel giugno del 1927 la concessione austro-ungarica venne inglobata in quella italiana. 
Verso il 1938 la concessione italiana di Tientsin aveva una popolazione di 6 261 residenti, di cui 536 stranieri.
Il 10 settembre 1943, due giorni dopo la firma dell'armistizio con gli Alleati, la concessione fu occupata dall'esercito imperiale giapponese. Alcuni mesi più tardi la neo-costituita Repubblica sociale italiana passò i propri diritti sulla concessione al governo di Wang Jingwei, che aveva costituito un governo cinese di orientamento filo-giapponese, ma tale governo non era riconosciuto né dal Regno d'Italia né da nessun altro Stato delle Potenze Alleate. Al termine della guerra, quando l'esercito giapponese si arrese, il governo di Wang Jingwei cadde e la concessione passò sotto il controllo cinese.
Il 10 febbraio 1947, con la firma del trattato di pace, la concessione italiana terminò anche formalmente la sua esistenza e fu ceduta in amministrazione alla Repubblica di Cina di Chiang Kai-shek.

### Lista dei governatori/podestà/consoli
- Cesare Poma (1901-1903)
- Giuseppe Chiostri (1904-1906)
- Oreste Da Vella (1906-1911)
- Vincenzo Fileti (1912-1920)
- cav. Marcello Roddolo (1920-1921)
- Luigi Gabrielli di Quercita (1921-1924)
- Guido Segre (1925-1927)
- Luigi Neyrone (1927-1932)
- Filippo Zappi (1932-1938)
- Ferruccio Stefenelli (1938-1943)

## Concessione russa

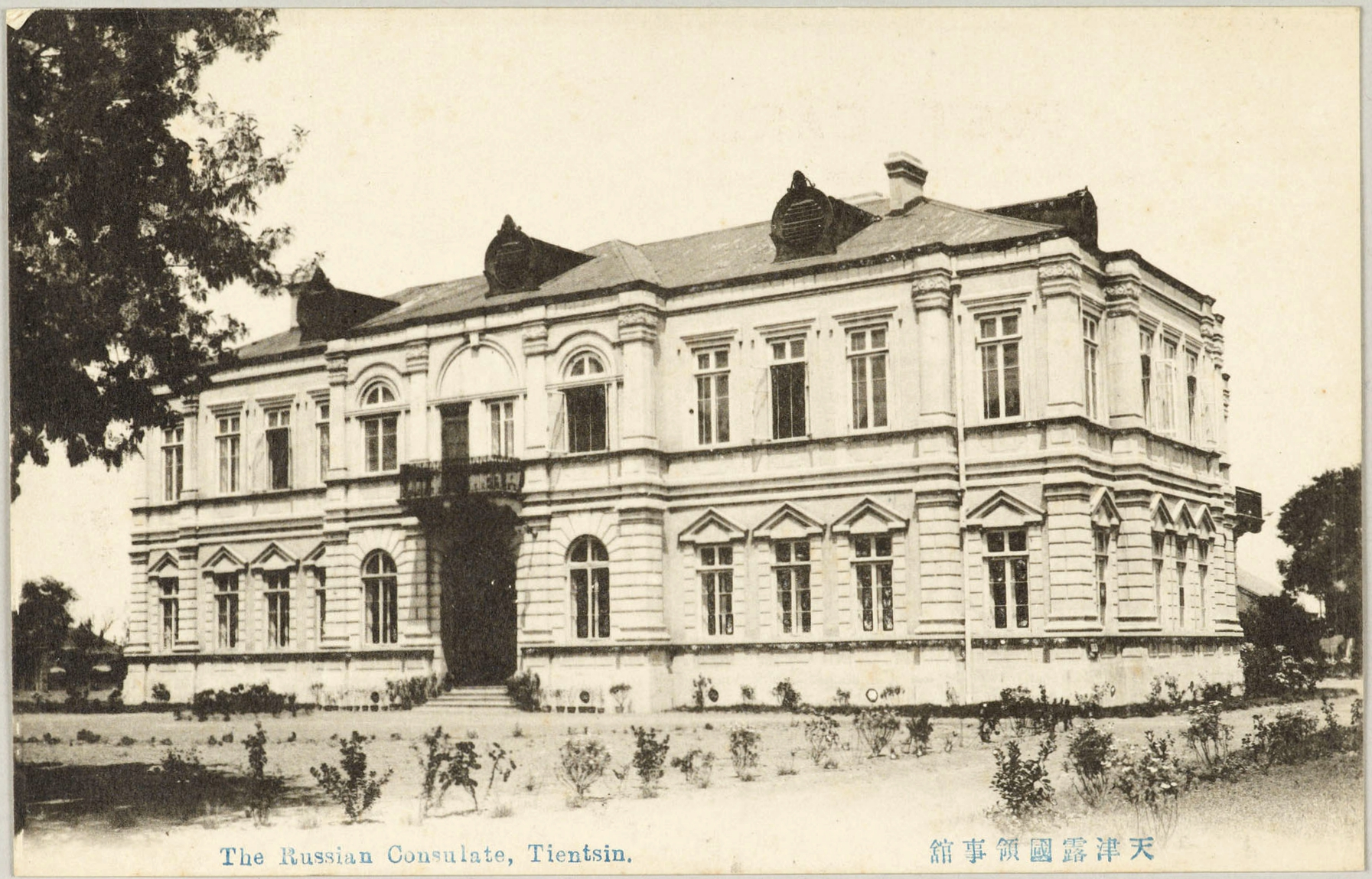
Il vecchio consolato russo a Tianjin verso il 1912

La concessione russa fu stabilita nel 1903, ma non venne mai completata. Situata sulla riva orientale del fiume Hai He, lungo una curva del fiume, che la divideva in due distretti (orientale e occidentale) la cui superficie complessiva ammontava a 3,38 km² (la seconda concessione per superficie). Nel 1920 il governo cinese riprese possesso del territorio della concessione con il consenso della Repubblica Socialista Federativa Sovietica Russa. Nel 1924, dopo la creazione ufficiale dell'Unione Sovietica, il governo sovietico rinunciò a qualsiasi diritto sulla concessione.

### Lista dei consoli generali
- Nikolaj Vasil'evič Laptev (1903-1907)
- Nikolaj Maksimovič Poppe (1907-1909)
- Nikolaj Sergeevič Muljukin (1909-1910)
- Christofor Petrovič Kristi (1910-1913)
- Konstantin Viktorovič Uspenskij (1913-1914)
- Pëtr Genrihovič Tidemann (1914-1920)

## Concessione tedesca

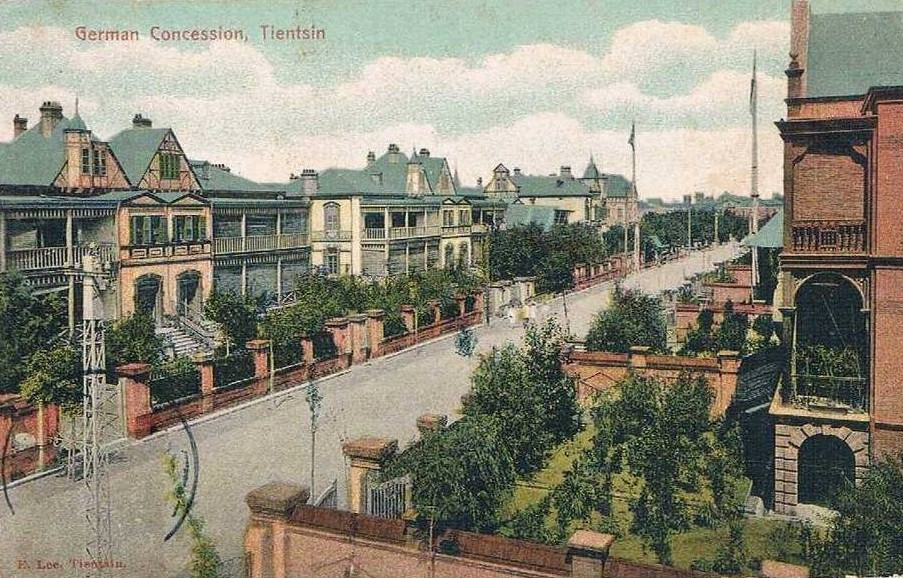
Una via della concessione tedesca alla vigilia della prima guerra mondiale

Fin dagli ultimi anni settanta del XIX secolo la Germania si era interessata agli scambi commerciali con la Cina, anche nell'area di Tianjin. La enclave tedesca era posta a sud del fiume, tra la concessione britannica e quella giapponese. Nel luglio 1877 gruppi xenofobi terrorizzarono le vite e le proprietà dei residenti tedeschi in Tianjin. Occupava un'area di 2,58 km² ed era la quarta concessione per superficie.
Nell'agosto 1917, dopo l'entrata in guerra della Cina contro le Potenze Centrali, le truppe cinesi entrarono e occuparono la concessione tedesca assieme a quella austroungarica. Nel 1919 la concessione, rinominata Primo distretto speciale, fu posta ufficialmente sotto la permanente amministrazione cinese. Dal 1917 fino al 1938 nelle baracche precedentemente occupate dalle truppe tedesche furono alloggiati gli uomini del 15th Infantry, che vi rimasero fino a quando Tianjin non fu occupata dai giapponesi.

### Lista dei consoli
- Albert Evan Edwin Reinhold Freiherr von Seckendorff (1889-1896)
- Rudolf Eiswaldt (1896-1900)
- Arthur Zimmermann (1900-1902)
- Paul Max von Eckardt (1902-1905)
- Hubert von Knipping (1906-1913)
- Fritz Wendschuch (1913-1917)